# غلافينين
غلافينين (بالإنجليزية: Glafenine)

## الزمرة الدوائية
مسكن ألم غير أفيوني، خافض حرارة.

## مضادات الاستطباب
- القرحة الهضمية.
- فرط الحساسية تجاه المسكنات مثل الأسبرين.
- القصور الكلوي الحاد والمعتدل.

## الجرعة
200-400 ملغ 3-4 مرات/يوم.

## التداخلات الدوائية
- مضادات التخثر الفموية.
- الأدوية المضادة للفيروسات.
- الفينيتوين.
- المضادة لمرض السكر، السلفونيل يوريا.
- الميثوتركسيت.
- غليكوسيدات القلب
- مثبطات ACE.
- مدرات البول.
- بعض المسكنات الأخرى.
- الليثيوم.
- السيكلوسبورين، تاكروليمس، moclobemide. العقاقير المضادة للصفيحات، biphosphonates، اس اس اراي والبنتوكسيفيلين نزيف الجهاز الهضمي في زيادة مخاطر. تجنب الكحول والتبغ.